# Tillandsia hoeijeri
Tillandsia hoeijeri är en gräsväxtart som beskrevs av Harry Edward Luther. Tillandsia hoeijeri ingår i släktet Tillandsia och familjen Bromeliaceae. Inga underarter finns listade i Catalogue of Life.